# Chenyuantan
Chenyuantan (kinesiska: 陈袁滩, 陈袁滩镇) är en köping i Kina. Den ligger i den autonoma regionen Ningxia, i den nordvästra delen av landet, omkring 52 kilometer söder om regionhuvudstaden Yinchuan. Antalet invånare är 16 380. Befolkningen består av 7 917 kvinnor och 8 463 män. Barn under 15 år utgör 20,0 %, vuxna 15-64 år 72 %, och äldre över 65 år 6,0 %.
Genomsnittlig årsnederbörd är 328 millimeter. Den regnigaste månaden är juli, med i genomsnitt 83 mm nederbörd, och den torraste är december, med 1 mm nederbörd.